# Materiam superabat opus
La locuzione latina Materiam superabat opus, tradotta letteralmente, significa il lavoro vinceva la materia. (Ovidio, Metamorfosi, Il, 5)
Si dice di tutte quelle opere, specialmente dell'ingegno, nelle quali l'argomento trattato è superato dalla finezza e dall'arte con cui si esegue il lavoro stesso. Si può dire degli innumerevoli capolavori di pittura, di scultura e di letteratura sparsi nei musei di tutto il mondo.